# GAIA Musikfestival

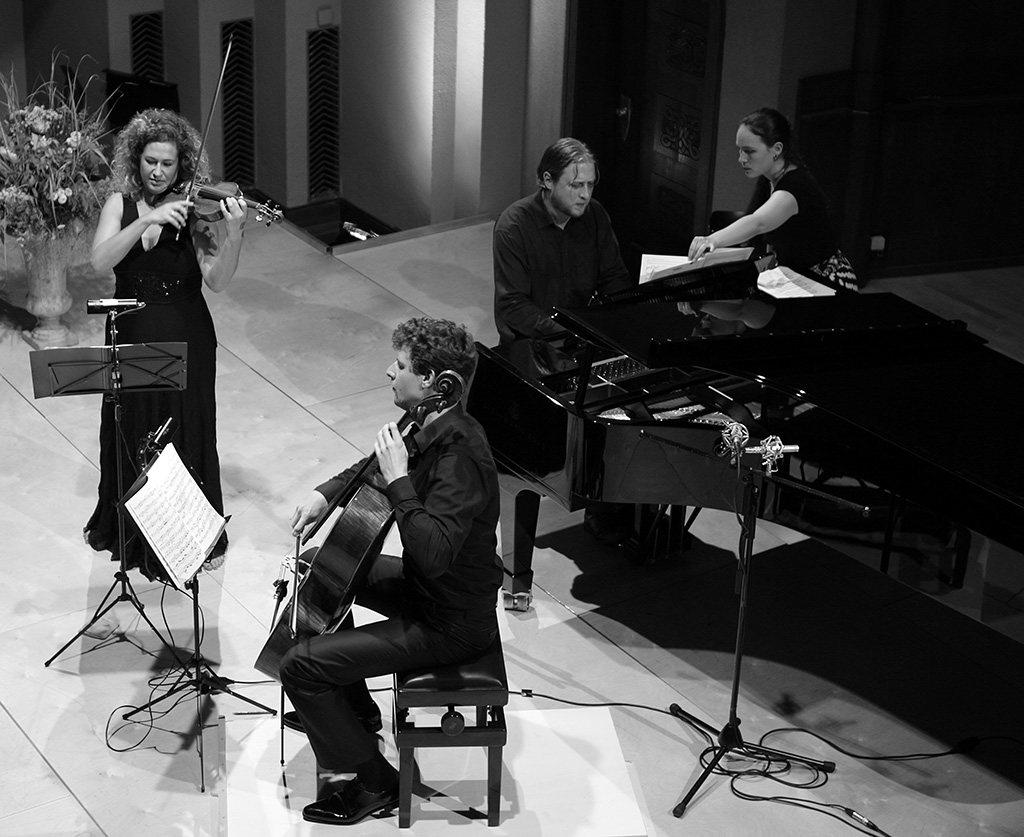
Gwendolyn Masin, Istvan Várdai, Balint Zsoldos. 2014

Das GAIA Musikfestival, bis 2015 GAIA Kammermusikfestival, ist eine musikalische Veranstaltung in der Schweiz. Schwerpunkt des Festivals ist Kammermusik. Es findet in Oberhofen am Thunersee an diversen Orten statt.

## Geschichte
Das GAIA Kammermusikfestival wurde 2006 von der Violinistin Gwendolyn Masin gegründet. Zu Beginn war Hohenstaufen bei Stuttgart Veranstaltungsort. Zwischen 2012 und 2014 war Nationalrat Matthias Aebischer der Vereinspräsident. Schirmherr von 2010 bis 2014 war der Dirigent David Zinman. Jetziger Vereinspräsident ist Christoph Ott.
Das Festival wurde für seinen Einfluss auf das kulturelle Leben mit dem Göppinger Kulturpreis ausgezeichnet.

## Musiker
Jährlich kommen internationale Musiker zusammen, um eine Woche gemeinsam zu proben und zu konzertieren. Unter anderen waren folgende Musiker bei GAIA zu Gast:
- Violine: Gabriel Adorján, Shmuel Ashkenasi, Sandrine Cantoreggi, Daniel Garlitsky, Philippe Graffin, Anke Dill, Ilya Hoffmann, Esther Hoppe, Wonji Kim, Pil Kyun Paul, Kim Yura Lee, Gwendolyn Masin, Ronald Masin, Gina Maria McGuinness, Lena Neudauer, Sergey Ostrovsky, Igor Ozim, Rosanne Philippens, Rahel Rilling, Tatiana Samouil, Lisa Schatzman, Artiom Shishkov, Svetlin Roussev, Alexander Sitkovetsky, Jan Talich, Kirill Troussov, Isabelle van Keulen, Mary Ellen Woodside
- Viola: Alessandro D’Amico, Guy Ben-Ziony, Gérard Caussé, Isabel Charisius, Blythe Teh Engstroem, Jan Gruening, Ilya Hoffman, Yura Lee, Anna Lipkind, Lilli Maijala, Vladimir Mendelssohn, Natalia Tchitch, Lars Anders Tomter, Dana Zemtsov, Mikhail Zemtsov
- Violoncello: Dávid Adorján, Claudio Bohórquez, Alexander Chaushian, Christoph Croisé, Natalie Clein, Thomas Demenga, Chiara Enderle, Christopher Franzius, Pavel Gomziakov, Frans Helmerson, Louise Hopkins, Christopher Jepson, Guy Johnston, Aleksei Kiseliov, Dóra Kokas, Gavriel Lipkind, Philippe Muller, David Pia, Rafael Rosenfeld, Timora Rosler, Martti Rousi, Jakob Spahn, Torleif Thedéen, István Várdai, Quirine Viersen
- Cimbalom: Miklós Lukács
- Flöte: Janne Thomsen, Kaspar Zehnder
- Klarinette: Reto Bieri, Don Li, Christoffer Sundqvist, Yevgeny Yehudin
- Kontrabass: James Oesi, Massimo Pinca
- Fagott: Martin Kuuskmann
- Saxophon: Daniel Schnyder
- Cembalo: Vital Julian Frey
- Klavier: Julia Bartha, Alasdair Beatson, Simon Bucher, Finghin Collins, Peter Frankl, Robert Kulek, Alexander Lonquich, Aleksandar Madzar, Vincenzo Maltempo, Hannes Minnaar, Cédric Pescia, Pascal Rogé, Dobrinka Tabakova, Marianna Shirinyan, Roman Zaslavsky, Bálint Zsoldos
- Schlagzeug: Pavel Bialiayeu, Andrei Pushkarev
- Harfe: Sarah Christ, Jana Bouškovà
- Gesang: Jordanka Milkova, Stephanie Szanto,
- Ensembles: Ariel Quartett, Aviv Quartett, Grazioso Kammerorchester der Ungarischen Nationalphilharmonie, Haas & Mann, The Lipkind Quartet, Melisma Saxofon Quartett, Merel Quartett, ORIGIN Ensemble (Léa Valentin (Violine), Priyanka Ravanelli (Violine), Alexina Barbe (Violine), Martin Moriarty (Viola), Patrick Moriarty (Violoncello)), Quatuor Ernest, Tonus String Quartett, Young European Strings Kammerorchester, Yurodny

## Uraufführungen, Schweizer Erstaufführungen
GAIA bot von Anbeginn Uraufführungen und Schweizer Erstaufführungen.
So erklangen 2009 erstmals Werke von Johan Halvorsen und Don Li mit Ania Losinger, Matthias Eser und dem Tonus String Quartet. 2010 waren Jorge Bossos "Moshee" für Cello und Streichorchester in der Uraufführung sowie Werke von Max Bruch, Johan Halvorsen, Johann Sebastian Bach, Pjotr Tschaikowski und Robert Schumann – darunter dessen erstes Klavierquartett – als Schweizer Erstaufführungen zu hören. 2011 feierten Kompositionen und arrangierte Werke von Kurt Atterberg, Alban Berg, Ernest Bloch und Cesar Viana ihre Premiere. 2012 wurden Transkriptionen von Johann Sebastian Bachs Werken uraufgeführt. Neue Werke und erstmals gespielte Transkriptionen von Komponisten wie Luigi Boccherini, Arcangelo Corelli, Astor Piazzolla, Andrei Pushkarev, Franz Schubert und der Gruppe Yurodny wurden 2013 gezeigt. 2014 wurden Benjamin Brittens "Bagatelle" für Violin, Viola und Klavier sowie Werke von Paul Juon in der Schweiz erstmals aufgeführt. 2015 war Daniel Schnyder Composer-in-Residence. Zu den zahlreichen Werken Schnyders, die auf dem Festival gespielt wurden, gehörten die Uraufführung von "Mensch Blue" und die Schweizer Erstaufführung von "Ad Parnassum".
2016 gab es neben musikalischen erstmals auch literarische Uraufführungen. Lukas Hartmann schrieb Texte zu Telemanns "Burlesque de Quixotte", Strawinskys "Suite italienne" sowie zu Modest Mussorgskys "Bilder einer Ausstellung". Die für Streichquintett und Klavier bearbeitete Version der Bilder war zugleich eine Schweizer Erstaufführung, wobei die Schauspielerin Heidi Maria Glössner als Sprecherin mitgewirkt hat.
Für die beiden von Raymond Deane für Gwendolyn Masins ORIGIN geschriebenen Arrangements zu Werken von Camille Saint-Saëns und Manuel de Falla gab es sogar Uraufführungen.
Das Programm 2017 enthielt zahlreiche Uraufführungen sowie schweizerische Erstaufführungen. Massimo Pincas „The Fates“ für Streichquartett und Cimbalom, OLUM von Marco Antonio Perez-Ramirez, "Bartók-Impressionen" (basierend auf den "Rumänischen Volkstänzen Sz. 68" von Béla Bartók) von Miklós Lukács, sowie Maximilian Grossenbacher's "Airreel" wurden uraufgeführt. Zum ersten Mal erklang "Grotesque" von Rebecca Clarke vor dem schweizerischen Publikum.
Im Programm des zehnten GAIA Festivals feierten 2018 drei Stücke Weltpremiere: „Andante für einen Oberhofer Purzelbaum“ und „Bourlesque“ von Thomas Fortmann sowie „Hungarian-Jewish Melodies“ von Raymond Deane.
Thomas Fortmann widmete sein "Dreisamkeit" für Mezzosopran, Klarinette und Kontrabass der 11. Ausgabe des GAIA Music Festivals, welches am Festival im Jahre 2019 seine Weltpremiere feierte. Zum ersten Mal spielte Dobrinka Tabakova ihr "Whispered Lullaby" für Violine und Klavier mit Gwendolyn Masin zusammen in der Schweiz.

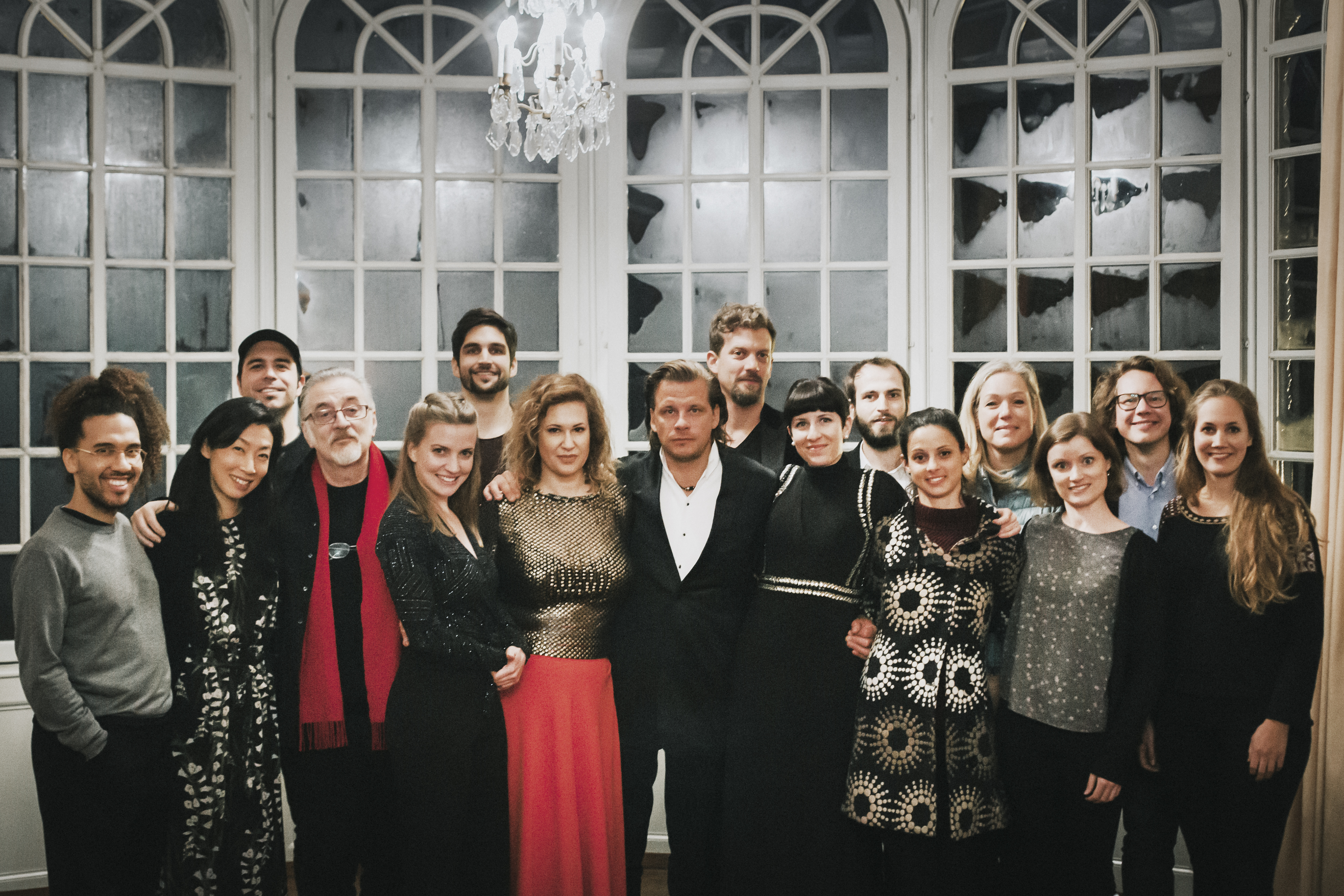
Die Musiker der 11. Ausgabe des GAIA Musikfestivals, Oberhofen

## Meisterklassen
Jedes Jahr unterrichten Interpreten von internationalem Rang junge Instrumentalisten. 2011 wurde zum ersten Mal der GAIA Masters Award ausgeschrieben und verliehen. Der Preis gibt Talenten die Möglichkeit, im Folgejahr als geförderter Gastkünstler im Rahmen des Kammermusikfestivals zu GAIA zurückzukehren.